# Amtsbezirk Engelszell
Der Amtsbezirk Engelszell war eine Verwaltungseinheit im Innkreis in Oberösterreich.
Der Amtsbezirk war der Kreisbehörde in Ried im Innkreis, unterstellt und besorgte deren Amtsgeschäfte vor Ort. Die Zuständigkeit erstreckte sich neben Engelhartszell auf die damaligen Gemeinden St. Aegydi, Esternberg, Kopfing, St. Roman, Vichtenstein und Waldkirchen und umfasste damals zwei Märkte und 142 Dörfer.